# Eurysternus uniformis
Eurysternus uniformis är en skalbaggsart som beskrevs av François Génier 2009. Eurysternus uniformis ingår i släktet Eurysternus och familjen bladhorningar. Inga underarter finns listade i Catalogue of Life.